# Ościsłowo (województwo wielkopolskie)
Ościsłowo – wieś w Polsce położona w województwie wielkopolskim, w powiecie konińskim, w gminie Wilczyn.
W latach 1975–1998 miejscowość położona była w województwie konińskim.